# Groupe El Adala
Le Groupe El Adala (en arabe : فريق العدالة) est un groupe parlementaire à l'Assemblée nationale de Mauritanie. Il est formé lors de la 10e législature de l'Assemblée nationale par des partis soutenant le président Mohamed Ould Ghazouani.

## Liste des présidents
| Nom                         | Début        | Fin      |
| --------------------------- | ------------ | -------- |
| Daoud Abdallahi Ahmed Aicha | 26 juin 2023 | en cours |

## Historique des membres
| Année | Sièges   | +/-           | Notes |
| ----- | -------- | ------------- | ----- |
| 2023  | 11 / 176 | en stagnation |       |